# 新街口南大街
39°56′05″N 116°22′00″E / 39.93484°N 116.36669°E
新街口南大街是位于中国北京市西城区东北部的一条大街。

## 简介
新街口南大街北起新街口，与西直门内大街、新街口北大街连接，南到地安门西大街。因位于新街口以南，故得名。文化大革命中，曾更名为“红旗路”。后复名“新街口南大街”。
新街口南大街北端为新街口商业区。新街口南大街也是商业街。2000年代，新街口及新街口南大街设有新街口百货商场、大华第二百货商场、新街口饭店、桂香村第二门市部、知味观饭庄等各类商店数十家。老字号柳泉居饭庄原来位于新街口南大街东侧，2000年代迁至新街口南大街南段的西侧。该饭庄明朝开业，据说饭庄内原有一株柳树、一口井，以该井之水酿成的黄酒十分香醇，故以“柳泉”作为饭庄的名字。西安饭庄原来在新街口南大街北段东侧，主营西北风味菜，毛泽东曾来此。21世纪初，新街口南大街中段成为乐器行的聚集地。